# Haujobb
Haujobb est un groupe allemand de musique électronique, originaire de Bielefeld. Ils deviennent une référence en matière de crossover, apportant plusieurs formes d'electro dans le monde de la musique industrielle.

## Histoire
Haujobb est formé en 1992 par Daniel Myer, Dejan Samardzic et Björn Junemann. Originaire d'Allemagne, le trio est inspiré par la musique de Skinny Puppy, comme le rappelle Myer : « Le nom vient de la traduction allemande de « skin job » dans le film Blade Runner. Ils signent rapidement avec Off Beat et commencent à distribuer leur musique en Amérique du Nord par l'intermédiaire de Pendragon Records.
Après la sortie de Freeze Frame Reality en 1995, qui voit le départ de Björn, le groupe se compose depuis lors de Daniel et Dejan. Après l'acquisition de Pendragon par Metropolis Records, les deux musiciens ont pu diffuser leur musique auprès d'un plus grand nombre de fans en Amérique du Nord, et sont restés populaires sur la scène européenne de la musique industrielle.
Au fil de leurs sorties ultérieures dans les années 1990, ils intègrent de plus en plus d'influences drum and bass et IDM dans leur son. L'album Solutions for a Small Planet, sorti en 1996, marque la première déviation stylistique, avec des crédits de production de Guido Fricke du duo dark ambient La Floa Maldita et des crédits de saxophone du frère de Fricke, Andreas. L'album NinetyNine, sorti en 1999, dévie encore plus vers une collection éparse et downtempo de compositions électroniques ambient. Ils ont depuis réintroduit certains des éléments les plus rythmiques dans leur son sur leurs derniers albums, mais ont continué à expérimenter, en tirant des concepts d'une grande variété de styles musicaux.
En 2011, Haujobb sort un nouvel album intitulé New World March qui, selon le groupe, utilise plus de morceaux, de guitares, de batteries et d'enregistrements sonores que Vertical Theory, sorti en 2003, basé sur des logiciels. En 2013, Haujobb fonde son propre label de production, Basic Unit Productions, et commence à sortir d'autres groupes et artistes tels que Div|ider, Blush Response, et Black Nail Cabaret. Basic Unit Productions sort également deux compilations sous le titre Frost. En septembre 2015, Haujobb sort l'album Blendwerk, influencé par la minimal wave, sur Basic Unit Productions en Allemagne et sur Negative Gain Productions aux États-Unis.
En 2024, Haujobb sort deux singles avant la sortie de leur dixième album, The Machine in the Ghost. Le premier des deux singles, In the Headlights, atteint la deuxième place dans les charts alternatifs allemands (DAC). Le second single, Opposition, est le fruit d'une collaboration vocale avec Emese Árvai-Illés de Black Nail Cabaret. 

## Discographie

### Albums studio
- 1993 : Drift Wheeler
- 1993 : Homes and Gardens
- 1995 : Freeze Frame Reality
- 1996 : Solutions for a Small Planet
- 1999 : Ninetynine
- 2001 : Polarity
- 2003 : Vertical Theory
- 2011 : New World March
- 2015 : Blendwerk
- 2024 : The Machine in the Ghost

### Compilations et albums live
- 1997 : Frames: The Remix Album
- 1997 : Matrix (compilation de remixes et titres inédits)
- 1997 : From Homes to Planets (Mission Summery 93–97) (Compilation)
- 1999 : Ninetynine Remixes
- 2005 : Vertical Mixes
- 2018 : Alive (compilation de concerts enregistrés sur plusieurs dates, lors de la récente tournée à travers l'Europe)

### Singles et EP
- 1994 : Eye Over You (CDS)
- 1995 : Frames (EP)
- 1996 : Remix Wars Part One (vs. wumpscut:, EP remix)
- 1996 : Cleaned Visions (CDS)
- 1998 : Less (CDS)
- 2002 : Penetration (EP)
- 2007 : Smack My Bitch Up (EP)
- 2011 : Dead Market (EP)